# Karoj Sindi
Karoj Sindi (* 21. August 1989 in Zaxo, Irak) ist ein deutsch-irakischer Fußballspieler. Er wird als Mittelfeldspieler vorrangig als rechter oder linker Flügelspieler eingesetzt und kann im Notfall auch als Außenverteidiger fungieren.

## Karriere

### Im Verein
Sindis Karriere im Seniorenbereich begann bei der Zweitvertretung des Drittligisten Wuppertaler SV im Sommer 2008. Dort empfahl er sich durch gute Leistungen für die erste Mannschaft und kam am 30. April 2010, dem 37. Spieltag der Saison 2009/10, im Heimspiel gegen den FC Carl Zeiss Jena (1:1) in der 3. Liga zum Einsatz, als er überraschend in der Startelf stand. Jedoch stieg die Mannschaft aus der 3. Liga ab und der Verein plante nicht mehr mit Sindi.
Zur Saison 2010/11 wechselte Sindi zum NRW-Ligisten und Aufsteiger VfB Homberg. Er kam jedoch zu Beginn der Saison nur fünfmal als Joker zum Einsatz und konnte kein Tor für den VfB erzielen. Deshalb wurde der Vertrag schon nach vier Monaten zum 1. November 2010 aufgelöst. Nachdem er in der Saison 2010/11 keinen neuen Verein gefunden hatte, wurde er zur Saison 2011/12 von der zweiten Mannschaft des niederländischen Erstligisten VVV-Venlo, der Jong VVV-Venlo, verpflichtet.
Zur Saison 2012/13 wechselte Sindi zum deutschen Viertligisten Rot-Weiß Oberhausen, wo er unter Trainer Mario Basler auf 20 Regionalligaeinsätze kam. Nach einem Trainerwechsel wurde er unter Nachfolger Peter Kunkel in die Reserve degradiert und erhielt am Saisonende auch keinen neuen Vertrag bei den „Kleeblättern“. Im Februar 2014 ging Sindi für ein halbes Jahr zurück in den Irak zum Duhok Sports Club – einem kurdischen Spitzenklub, der im irakischen Oberhaus spielte. Im Juli 2014 verpflichtete ihn der NRW-Oberligist 1. FC Bocholt. Ende Januar 2015 wurde sein Vertrag in Bocholt aufgelöst und Sindi schloss sich für die Rückrunde dem Ligarivalen Wuppertaler SV an, für den er bereits bis 2010 gespielt hatte. Im Sommer verließ er den WSV erneut und war zunächst vereinslos. Im September 2015 verpflichtete ihn der Regionalliga-Aufsteiger TuS Erndtebrück. Auch dieses Engagement wurde bereits in der Winterpause wieder gelöst. Im Januar 2016 gab der Oberligist Ratingen 04/19 die Verpflichtung Sindis bekannt. Sechs Monate später war auch hier wieder Schluss. Sindi verließ Deutschland in Richtung Laos, wo er für das Fußballteam der Nationaluniversität Laos, NUOL FC, in der Lao Premier League 2016 spielte. Im Sommer 2018 kehrte er nach Deutschland zurück und schloss sich dem TV Herkenrath an, der gerade in die Regionalliga aufgestiegen war. In der Winterpause verließ er den Verein und wechselte zum Oberligisten FSV Duisburg, bei dem er bis zum Saisonende blieb. Nach einem vereinslosen halben Jahr wurde Ende Januar 2020 Sindis Rückkehr zum mittlerweile in der Regionalliga antretenden Wuppertaler SV bekanntgegeben, für den er jedoch bis zum vorzeitigen Abbruch der Saison aufgrund der COVID-19-Pandemie nur zu zwei Einsätzen kam. Im Anschluss war Sindi erneut für über ein Jahr vereinslos, ehe ihn im Oktober 2021 sein ehemaliger Verein FSV Duisburg bis zum Saisonende erneut unter Vertrag nahm. Ein Jahr nach seinem Vertragsende dort verpflichtete ihn zur Saison 2023/24 der Oberligist Wattenscheid 09, bei dem er neben seiner Rolle als Spieler auch Mitglied des Trainerteams wurde.

### Nationalmannschaft
Sindi spielte für die U-19 und die U-20 des irakischen Fußballverbandes.